# Bränsletank

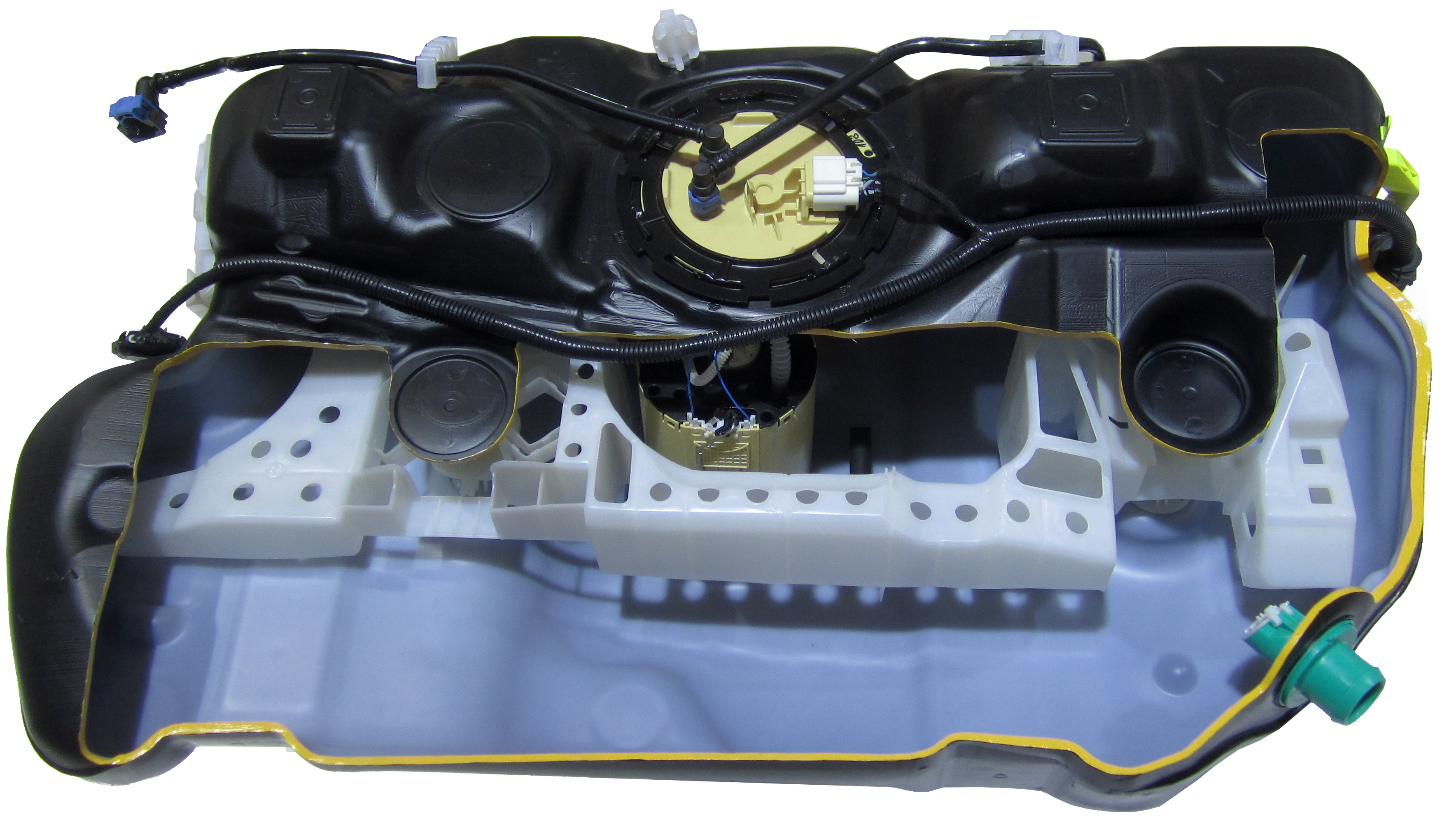
Bränsletank till en personbil, uppskuren vy där bränslepump och nivåmätare syns.

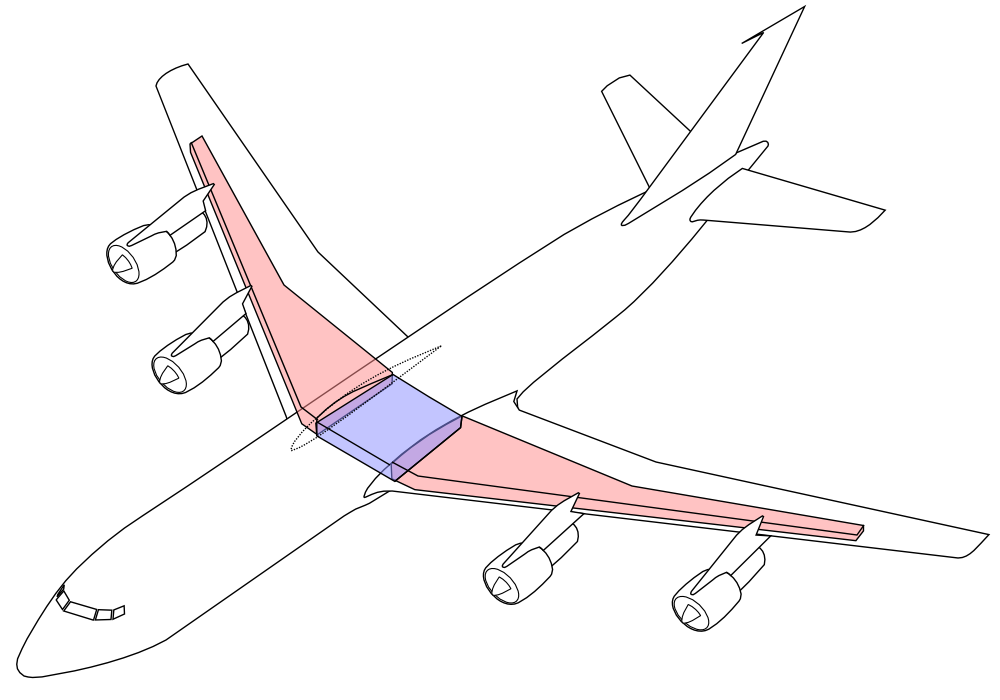
Principskiss av bränsletankarnas placering i ett passagerarflygplan.

Bränsletank kallas den delen av ett fordon som lagrar bränsle. Bränslet pumpas in i motorn via en bränslepump och ett bränslesystem.
På gamla bilar med förgasare är bränslepumpen mekanisk och drivs av aggregataxeln i motorn. På modernare bilar med bränsleinsprutning så är bränslepumpen elektrisk och har konstant varvtal. Vid gaspådrag ökar istället trycket i spridarna. Tanklocket är en skyddsanordning som måste avlägsnas när man ska fylla på bränsletanken på ett fordon, till exempel motorcykel, bil eller buss.